# María José Cristerna

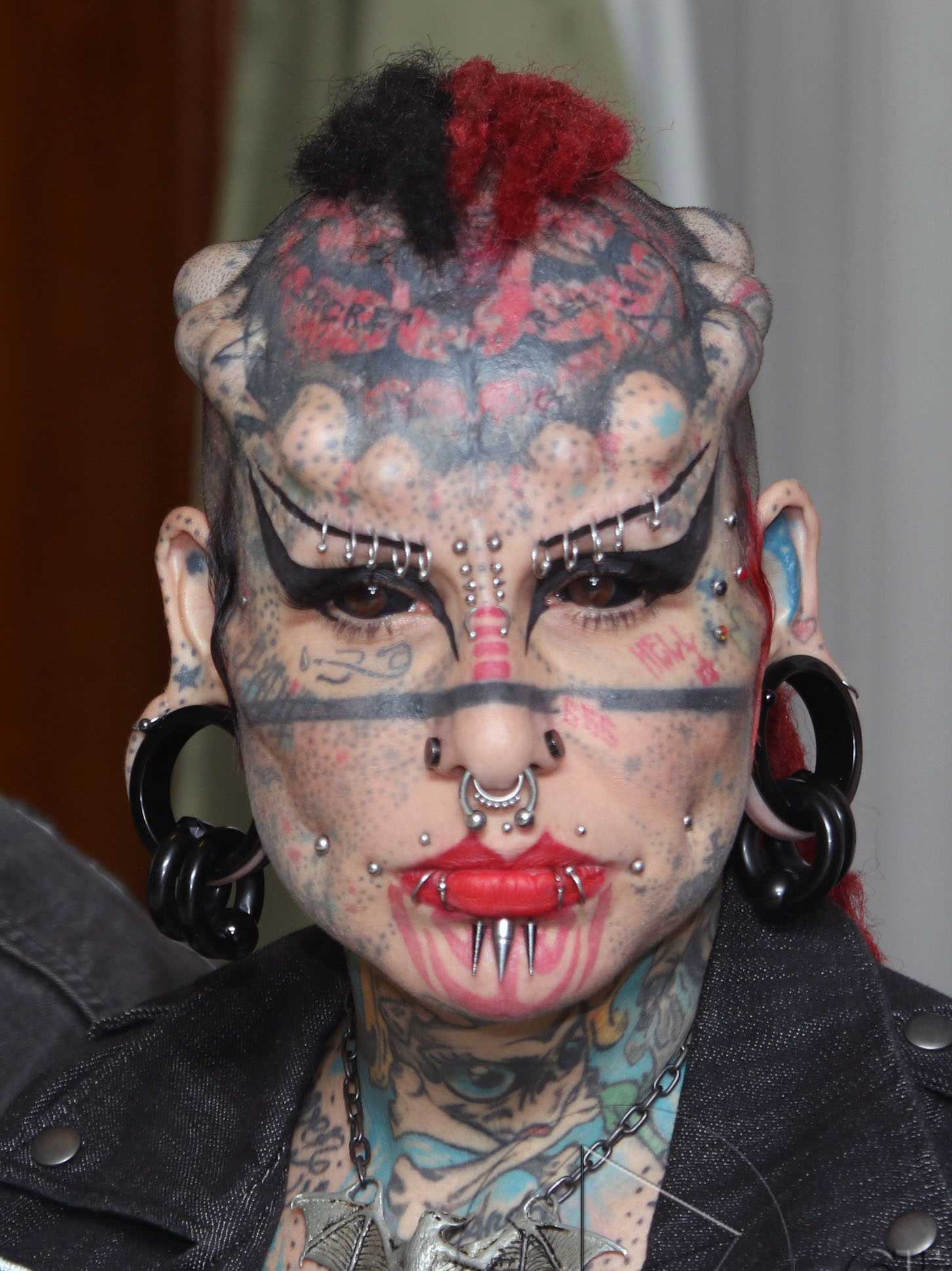
María José Cristerna (2016)

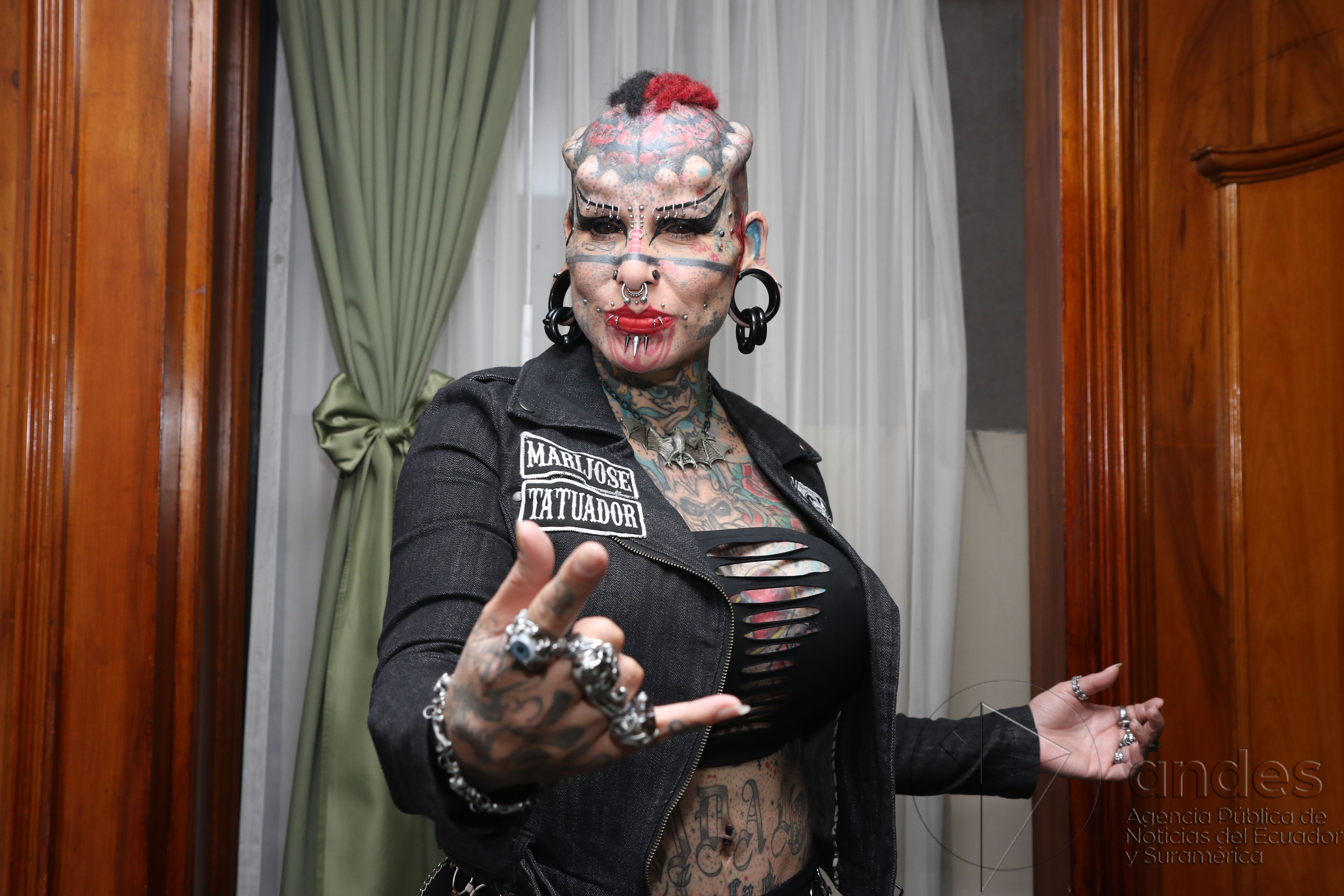
María José Cristerna bei einer Tattoo Convention 2016

María José Cristerna (* 1976 in Jalisco) ist eine mexikanische Anwältin, Unternehmerin, Aktivistin, Freakkünstlerin und professionelle Tätowiererin; sie ist auch als Vampire Woman oder Jaguar Woman bekannt. Unter „Most body modifications (female)“ ist sie im Guinness-Buch der Rekorde eingetragen.

## Leben
María José Cristerna wurde 1976 im Bundesstaat Jalisco, Guadalajara (Mexiko), geboren. Sie wuchs in einer religiösen Familie auf. Nach dem Abitur studierte sie Jura und wurde  Anwältin. Zu ihren Modifikationen gehören gegabelte Zunge, subkutane Implantate, Tattoos, Pyrisine, Ohrvergrößerungen, okuläre Tattoos, Skarifikationen, Zahnimplantate. Neben ihrer Tätigkeit als Anwältin ist sie Unternehmerin und besitzt ein eigenes Tattoostudio und eine Boutique, in der sie ihre eigene Bekleidungslinie „Mujeres vampiro“ (Vampire Women) verkauft.

„So stellt man sich eine Anwältin nicht vor: Mary José Cristerna ist in Lateinamerika ein Star, Mutter von vier Kindern – und setzt sich für Opfer von Ehegewalt ein.“

Im April 2017 trat sie als Stargast auf der „Wildstyle & Tattoo Messe“ in Österreich auf und besuchte mit anderen Künstlern Studios in Innsbruck, Wien und Salzburg.